# علی‌آباد دره مشک
 علی‌آباد دره مشک،(الیگودرز)روستایی از توابع بخش مرکزی شهرستان الیگودرز در استان لرستان ایران است.

## جمعیت
این روستا در دهستان بربرود غربی قرار دارد و براساس سرشماری مرکز آمار ایران در سال ۱۳۸۵، جمعیت آن ۲۹ نفر (۹ خانوار) بوده‌است.